# Андижанска област
Андижанска област (на узбекски: Andijon viloyati или Андижон вилояти) е една от 12-те области (вилояти) на Узбекистан. Площ 4240 km² (най-малката по големина в Узбекистан, 0,95% от нейната площ). Население на 1 януари 2019 г. 3 088 600 души (4-то място по население в Узбекистан, 9,21% от нейното население). Административен център град Андижан. Разстояние от Ташкент до Андижан 477 km.

## Историческа справка
Най-старият град в Андижанска област е Андижан, който е и един от най-древните градове в Средна Азия. Известен е от историческите източници под името Андукан. Останалите 10 града в областта са признати за такива по време на съветската власт в периода от 1937 г. (Асака, предишно название Ленинск) до 1981 г. (Ходжаабад). Андижанска област е образувана на 6 март 1941 г. и е наследник на съществуващия дотогава Андижански окръг.

## Географска характеристика
Андижанска област заема крайната източна част на Узбекистан. На север, изток и юг граничи с Джалалабадска и Ошка област на Киргизстан, на югозапад – с Ферганска област и на северозапад – с Наманганска област. В тези си граници заема площ от 4240 km² (най-малката по големина в Узбекистан, 0,65% от нейната площ). Дължина от запад на изток 120 km, ширина от север на юг 75 km.
Областта е разположена в източната част на Ферганската котловина. Западната ѝ част представлява издигната на 400 – 500 m равнина, а източната и югоизточната ѝ част е заета от предпланинските части, т.нар. „адири“ на Ферганския и Алайския хребети. Максимална височина 1528 m (40°32′48″ с. ш. 72°38′32″ и. д. / 40.546667° с. ш. 72.642222° и. д.), издигаща се на около 15 km на юг-югоизток от град Ходжаабад в северните разклонения на Алайския хребет. Областта е богата на полезни изкопаеми – петрол, природен газ, озокерит и варовик.
Климатът е рязко континентален със сравнително студена зима и горещо лято. Средна януарска температура -3 °C, а средна юлска 27,3 °C. Годишната сума на валежите е около 200 mm. Продължителността на вегетационния период (минимална денонощна температура 5 °C) в град Андижан е 217 денонощия.
Основната водна артерия в областта е река Карадаря (лява съставяща на Сърдаря), която тече през северната ѝ част от изток на запад с най-долното си течение. Водите на Карадаря, както и на другите по-малки реки спускащи се от околните планини широко се използват за напояване. Изградени са множество напоителни канали, като най-големи са Големия Фергански и Големия Андижански канали, отклоняващи се наляво от река Карадаря.
Почвите са предимно сиви, ливадни и ливадно-блатни. Голяма част от територията на областта е заета от обработваеми земи. В участъците където не се извършва земеделска дейност расте пелиново-солянкова, по ниските възвишения (т.нар. „адири“) – ефемерово-пелинова растителност, а по планинските склонове – шамфъстъци и бадеми.

## Население
На 1 януари 2019 г. населението на Андижанска област област е наброявало 3 088 600 души (9,21% от населението на Узбекистан). Гъстота 728,4 души/km² (най-гъсто заселената област в страната). Градско население 25,02%. Етнически състав: узбеки 86,8%, киргизи 3,8%, татари 3,1%, кангли 2,0%, руснаци 2,0% и др.

## Административно-териториално деление
В административно-териториално отношение Андижанска област се дели на 14 административни района (тумана), 11 града, в т.ч. 2 града с областно подчинение и 9 града с районно подчинение и 79 селища от градски тип.
| Административна единица       | Площ (km²) | Население (2017 г.) | Административен център | Население (2017 г.) | Разстояние до Андижан (в km) | Други градове и сгт с районно подчинение |
| ----------------------------- | ---------- | ------------------- | ---------------------- | ------------------- | ---------------------------- | --- |
| Град с областно подчинение    |            |                     |                        |                     |                              | |
| 1. Андижан                    | 74         | 425 500             | гр. Андижан            | 425 500             | -                            | |
| 2. Ханабад                    | ?          | 35 181              | гр. Ханабад            | 35 181              | 63                           | Фазилман |
| Административен район (туман) |            |                     |                        |                     |                              | |
| 1. Алтънкулски                | 210        | 163 230             | кишлак Алтънкул        | 3697                | 18                           | Бустон, Далварзин, Жалабек, Ижтимоият, Кумакай, Куштепа, Маданий мехнат, Марказ, Маслахат, Намуна, Хондибоги                                          |
| 2. Андижански                 | 400        | 250 500             | сгт Куйганяр           | 8426                | 7                            | Агулик, Айрилиш, Акъяр, Бутакора, Гулистан, Гумбаз, Екин-Тикин, Заврок, Каракалпак, Кунжи, Кушарик, Намуна, Роввот, Хартум, Чилон, Чумбагиш, Янгиабад |
| 3. Асакински                  | 260        | 300 962             | гр. Асака              | 107 400             | 17                           | Акбуйра, Кужган, Навкан, Т. Алиев |
| 4. Балъкчински                | 340        | 185 548             | сгт Балъкчи            | 3699                | 49                           | Ходжаабад, Чинабад-Марказ |
| 5. Бозки                      | 200        | 66 621              | сгт Боз                | 9294                | 46                           | М. Джалалов, Холдевонбек |
| 6. Булакбашински              | 200        | 132 903             | сгт Булакбаши          | 8100                | 24                           | Андижан, Учтепа, Ширманбулак |
| 7. Джалакудукски              | 370        | 173 543             | гр. Джалакудук         | 11 043              | 29                           | Аим, Бештал, Джалалкудук, Кукалам, Куштепа, Южни Аламишик, Яркишлак                                                                                   |
| 8. Избаскански                | 280        | 219 237             | гр. Пайтуг             | 13 389              | 23                           | Гуркиров, Майгир, Турткул, Узункуча |
| 9. Кургантепински             | 480        | 200 136             | гр. Кургантепа         | 27 965              | 41                           | гр. Карасу Дардак, Султанабад |
| 10. Мархаматски               | 320        | 160 412             | гр. Мархамат           | 11 200              | 40                           | Бабахарасан, Карабагиш, Каракурган, Кутарма, Мархамат, Палванташ, Рават, Укчи, Хака, Ходжаарик                                                        |
| 11. Пахтаабадски              | 290        | 177 612             | гр. Пахтаабад          | 18 991              | 44                           | Дустлик, Избаскан, Пушман |
| 12. Улугнорски                | 440        | 55 267              | сгт Акалтън            | 6522                | 67                           | |
| 13. Ходжаабадски              | 230        | 102 089             | гр. Ходжаабад          | 12 831              | 22                           | Гулистан, Дилкщушад, Кутарма, Манак, Хидирша |
| 14. Шахрихански               | 330        | 275 841             | гр. Шахрихан           | 75 539              | 32                           | Вахим, Сегаза-Кум, Чуджа |

## Стопанство
Главни отрасли в стопанството на Андижанска област са металургията, химическата промишленост, лека промишленост и хранително-вкусовата промишленост. Първият автомобилен завод в Средна Азия е открит в град Асака от узбекско-корейското смесено дружество UzDaewoo, в който се произвеждат моделите Daewoo Nexia, Tico и Damas minibus.
Селското стопанство в областта е развито добре. Основните селскостопански култури са памук, зърнени култури, лозарство и зеленчукопроизводство. Регионът и известен в Узбекистан с най-сладките пъпеши и дини. Основен животновъден отрасъл в селското стопанство в областта е говедовъдство.